# Manuale d'infedeltà per uomini sposati
Manuale d'infedeltà per uomini sposati (I Think I Love My Wife) è un film del 2007, scritto, diretto ed interpretato da Chris Rock.
È il remake del film francese L'amore il pomeriggio (1972), scritto e diretto da Éric Rohmer.

## Trama
Richard Cooper è un uomo felicemente sposato da sette anni con Brenda, hanno due figli, una bella casa. L'unica pecca è che hanno una vita sessuale scarsa. Richard comunque è sempre fedele a Brenda, e non desidera altre donne finché non incontra una vecchia fiamma Nikki.